# Karlstjärnen, Norrbotten
Karlstjärnen är en sjö i Piteå kommun i Norrbotten och ingår i Byskeälvens huvudavrinningsområde. Sjön har en area på 0,059 kvadratkilometer och ligger 376 meter över havet.

## Delavrinningsområde
Karlstjärnen ingår i det delavrinningsområde (726409-168798) som SMHI kallar för Inloppet i Ledvattnet. Medelhöjden är 365 meter över havet och ytan är 20,76 kvadratkilometer. Det finns inga avrinningsområden uppströms utan avrinningsområdet är högsta punkten. Ledvassbäcken som avvattnar avrinningsområdet har biflödesordning 2, vilket innebär att vattnet flödar genom totalt 2 vattendrag innan det når havet efter 105 kilometer. Avrinningsområdet består mestadels av skog (76 procent) och sankmarker (14 procent). Avrinningsområdet har 0,4 kvadratkilometer vattenytor vilket ger det en sjöprocent på 1,9 procent.